# ASMAR

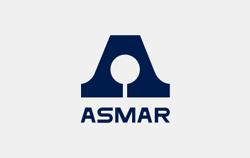
Logo von ASMAR

Astilleros y Maestranzas de la Armada – ASMAR (span. Werft und Werkstatt der Flotte) ist ein staatliches chilenisches Schiffbauunternehmen. Neben seiner Hauptaufgabe, dem Bau, der Umrüstung und der Wartung der Schiffe der chilenischen Marine, werden auch Bau- und Reparaturaufträge von Handelsschiffen durchgeführt.

## Geschichte
Das Unternehmen wurde 1895 gegründet. Es unterhält Werften in Valparaíso, Punta Arenas und in Talcahuano.
Die Werft in Talcahuano ist die größte des Unternehmens. Während die Werften in Valparaíso, die älteste Werft des Unternehmens, und Punta Arenas, die am südlichsten liegende Werft der Welt, Reparaturwerften sind, werden auf der Werft in Talcahuano auch Schiffe gebaut.
Auf der Werft in Valparaíso befindet sich ein Werk für Schlauchboote der Marke PUMAR in zivilen und militärischen Versionen.
Der Hafen von Talcahuano und die ASMAR-Werft wurden am 27. Februar 2010 von einem starken Tsunami getroffen, der Millionenschäden verursachte, ausgelöst durch das große Maule-Erdbeben der Stärke 8,8.
Im Dezember 2011 arbeiteten 3403 Menschen in den Werften, davon 399 in Valparaíso, 2758 in Talcahuano und 246 in Punta Arenas.

## Galerie von ASMAR-Schiffsbauten

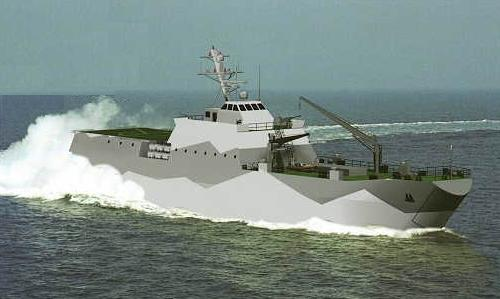
Landungsboot 78M
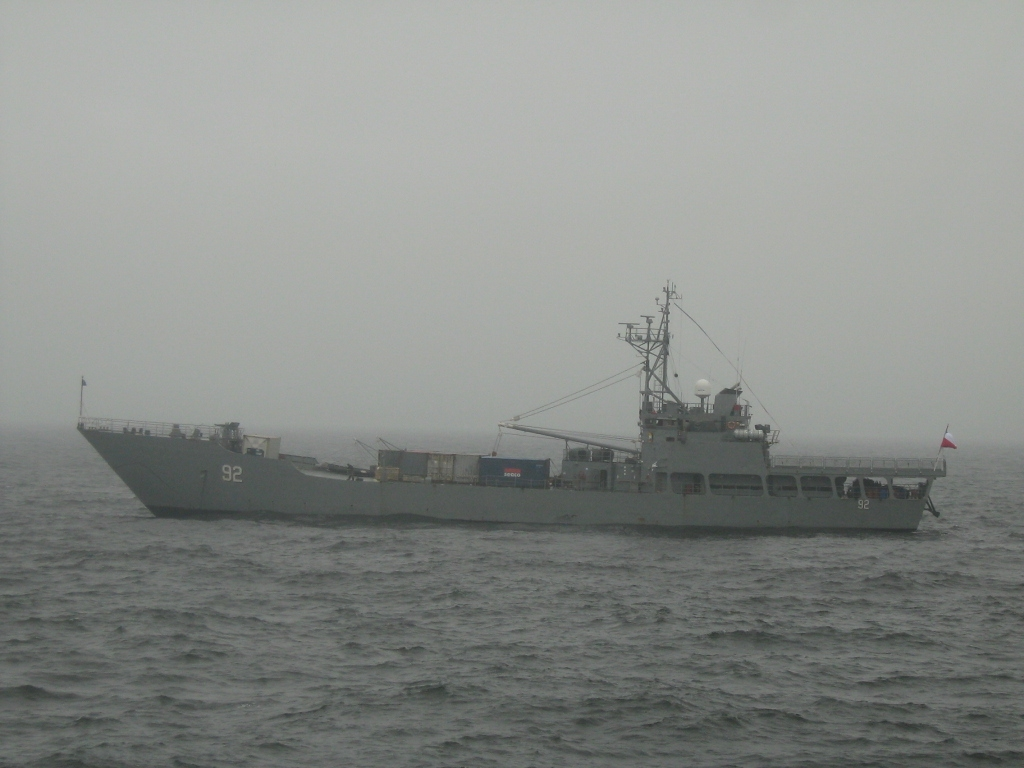
Die LST-92 Rancagua der chilenischen Marine, Landungsschiff der BATRAL-Klasse von ASMAR gebaut, nach einem französischen Design.
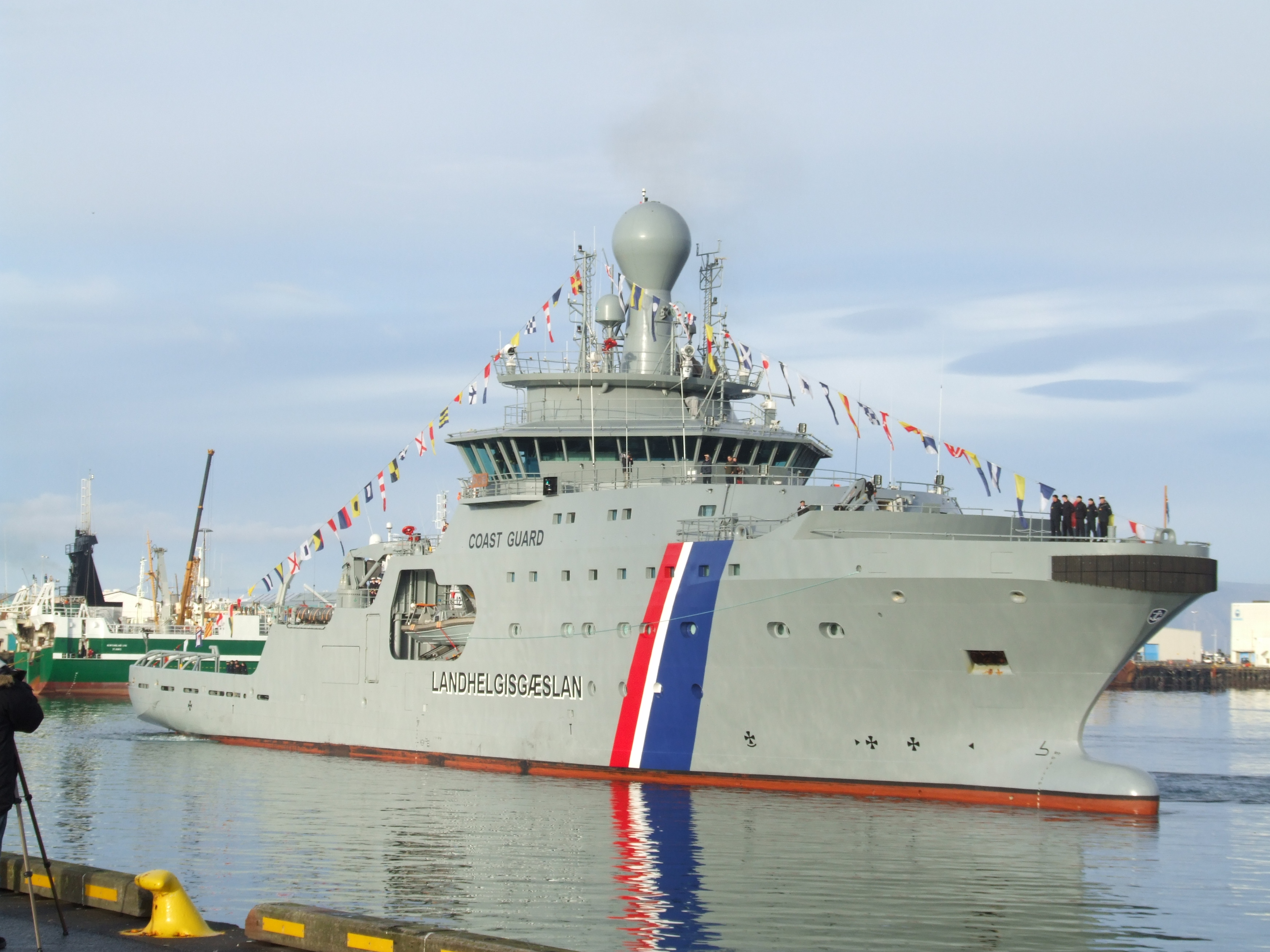
Ein ASMAR-Bau: die Thor, seit 2011 das Flaggschiff der Isländischen Küstenwache.